# پیراسرماری‌ها
پیراسرماری‌ها  (نام علمی: Parachanna)، یک سرده از ماهیان سرماری بومی زیستگاه‌های آب شیرین در مناطق گرمسیری آفریقا است. سه گونه شناخته‌شده (زنده) موجود در این سرده هستند، اما یک مطالعه تبارزایی در سال ۲۰۱۷ نشان می‌دهد که چهارمین گونه که در حال حاضر توصیف نشده‌است، نیز وجود دارد.
یکی از گونه‌های فسیلی، Parachanna fayumensis Murray، 2006 که قدمت آن به ائوسن بالایی و الیگوسن پایینی می‌رسد، از سازند جبل قطرانی در فرورفتگی فایوم، مصر شناخته شده‌است.

## گونه‌ها
سه گونه شناخته‌شده زنده در این سرده وجود دارند.
- Parachanna africana (Steindachner، 1879) (سرماری آفریقایی)
- Parachanna insignis (Suvage، 1884) (سرماری قهوه‌ای)
- Parachanna obscura (گونتر، 1861) (سرماری گنگ)